# Teratojana flavina
Teratojana flavina is een vlinder uit de familie van de Eupterotidae. De wetenschappelijke naam van de soort is voor het eerst geldig gepubliceerd in 1937 door Hering.